# Сівис-Ях
Сіви́с-Ях (рос. Сивыс-Ях) — селище у складі Нефтеюганського району Ханти-Мансійського автономного округу Тюменської області, Росія. Входить до складу Салимського сільського поселення.
Населення — 463 особи (2010, 495 у 2002).
Національний склад станом на 2002 рік: росіяни — 69 %.